# Cutremurul din Chile (2014)
Cutremurul din Chile din 2014 a fost un seism puternic, cu magnitudinea 8,2 Mw, produs pe 1 aprilie la ora locală 20:46 (23:46 UTC). Epicentrul a fost localizat la 95 km (59 mile) nord-vest de orașul Iquique. Cutremurul a fost simțit în Chile, Peru și Bolivia, având intensitatea VIII pe scara Mercalli (în Chile).

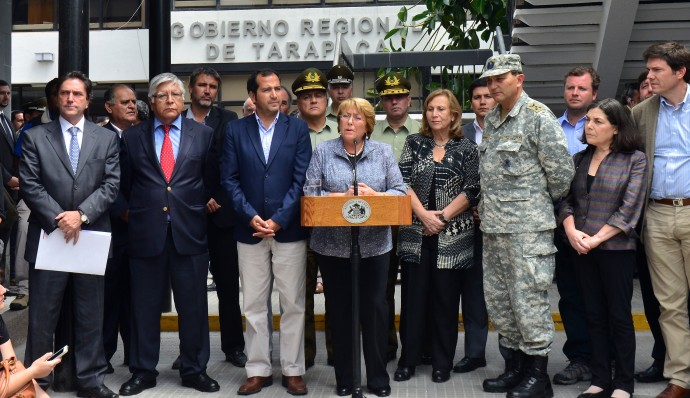
Președintele Michelle Bachelet în Iquique, orașul cel mai grav afectat, a doua zi după cutremur.

## Pagube

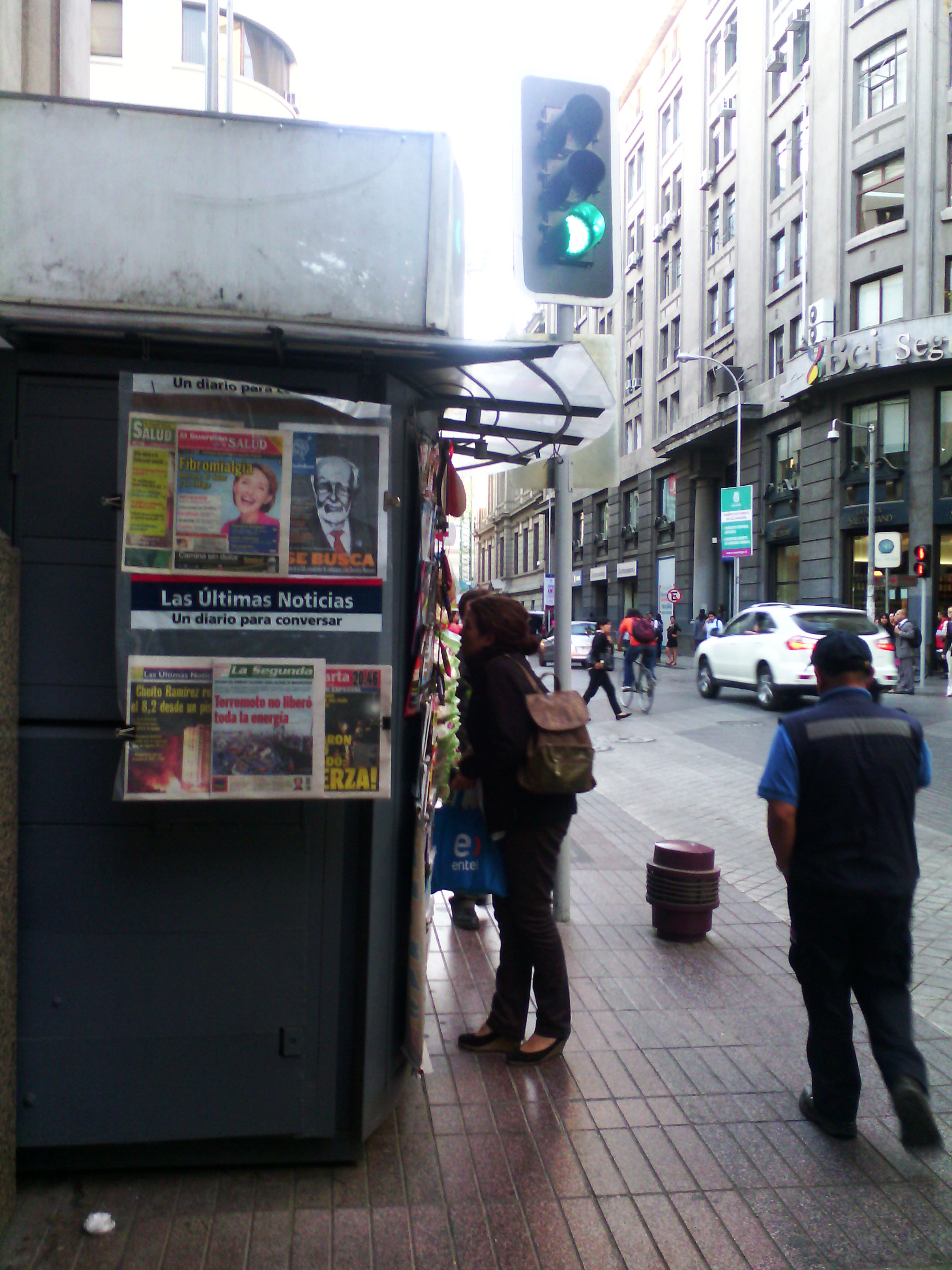
Un chioșc în Santiago de Chile, cu ziare ce conțin informații despre cutremur.

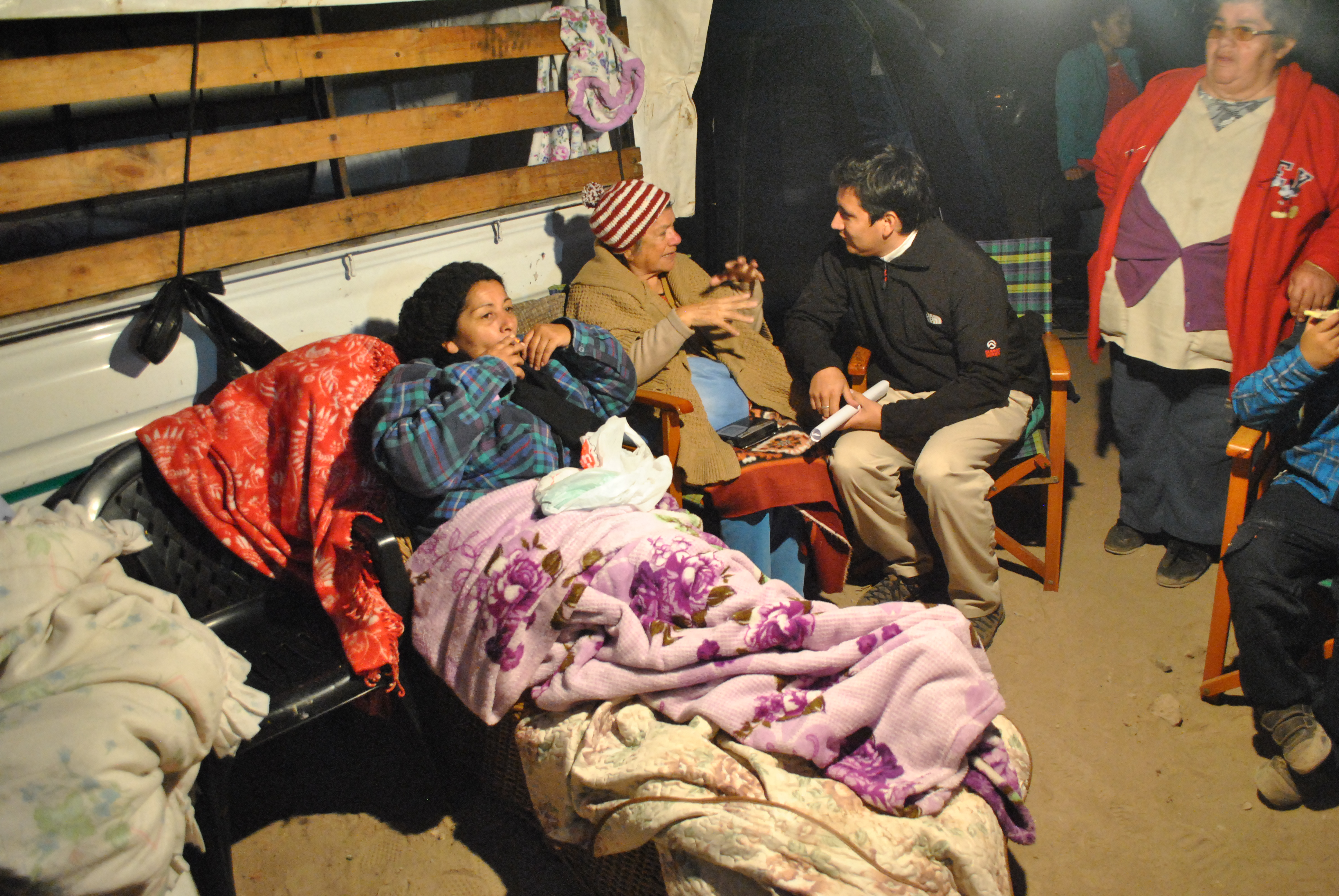
Guvernatorul Provinciei Iquique, Gonzalo Prieto, vizitează victimele cutremurului.

Patru oameni au făcut de atac de cord și au murit, iar o femeie a fost zdrobită de un perete care s-a prăbușit. Un om a fost zdrobit de o structură de metal care s-a prăbușit. El a decedat din cauza leziunilor. Aproximativ 80.000 de oameni au fost evacuați.Energia electrică și apa au fost întrerupte în regiunile din Arica y Parinacota și Tarapacá.
După cutremur, 293 de prizoniere au evadat de la o închisoare de femei din Iquique, atunci când un perete s-a prăbușit. Multe dintre ele s-au întors în mod voluntar după o perioadă scurtă de timp, în timp ce soldații din Chile au căutat restul.

## Replici
Aici sunt listate replicile puternice cu magnitudine peste 5 Mw.
| UTC      | Timp local | Magnitudine | Adâncime          | Epicentru                     | Referință |
| -------- | ---------- | ----------- | ----------------- | ----------------------------- | --------- |
| 1 April  | 1 April    | 5.7         | 10,1 km (6,3 mi)  | 92 km (57 mi) NW de Iquique   | [ 14 ]    |
| 23:56:47 | 20:56:47   | 5.7         | 10,1 km (6,3 mi)  | 92 km (57 mi) NW de Iquique   | [ 14 ]    |
| 23:58:00 | 20:58:00   | 6.2         | 18,1 km (11,2 mi) | 88 km (55 mi) NV de Iquique   | [ 15 ]    |
| 2 April  | 21:03:12   | 5.7         | 10,1 km (6,3 mi)  | 92 km (57 mi) NV de Iquique   | [ 14 ]    |
| 00:03:12 | 21:03:12   | 5.7         | 10,1 km (6,3 mi)  | 92 km (57 mi) NV de Iquique   | [ 14 ]    |
| 00:06:44 | 21:06:44   | 5.7         | 10,0 km (6,2 mi)  | 87 km (54 mi) NV de Iquique   | [ 16 ]    |
| 00:24:45 | 21:24:45   | 5.6         | 10,0 km (6,2 mi)  | 70 km (43 mi) VNV de Iquique  | [ 17 ]    |
| 00:33:45 | 21:33:45   | 5.5         | 12,6 km (7,8 mi)  | 56 km (35 mi) V de Iquique    | [ 18 ]    |
| 00:37:49 | 21:37:49   | 5.4         | 21,5 km (13,4 mi) | 46 km (29 mi) VNV de Iquique  | [ 19 ]    |
| 01:20:58 | 22:20:58   | 5.3         | 10,0 km (6,2 mi)  | 111 km (69 mi) NV de Iquique  | [ 20 ]    |
| 01:29:41 | 22:29:41   | 5.2         | 10,0 km (6,2 mi)  | 75 km (47 mi) NV de Iquique   | [ 20 ]    |
| 02:52:25 | 23:52:25   | 5.0         | 10,0 km (6,2 mi)  | 108 km (67 mi) SV de Arica    | [ 21 ]    |
| 03:40:16 | 2 April    | 5.7         | 10,1 km (6,3 mi)  | 92 km (57 mi) NV de Iquique   | [ 14 ]    |
| 03:40:16 | 00:40:16   | 5.7         | 10,1 km (6,3 mi)  | 92 km (57 mi) NV de Iquique   | [ 14 ]    |
| 04:19:48 | 01:19:48   | 5.1         | 10,0 km (6,2 mi)  | 93 km (58 mi) VNV de Iquique  | [ 22 ]    |
| 04:46:18 | 01:46:18   | 5.8         | 10,0 km (6,2 mi)  | 74 km (46 mi) V de Iquique    | [ 23 ]    |
| 05:02:49 | 02:02:49   | 5.0         | 10,0 km (6,2 mi)  | 115 km (71 mi) VNV de Iquique | [ 24 ]    |
| 06:04:10 | 03:04:10   | 5.1         | 10,0 km (6,2 mi)  | 70 km (43 mi) VNV de Iquique  | [ 25 ]    |
| 11:07:30 | 08:07:30   | 5.4         | 10,0 km (6,2 mi)  | 92 km (57 mi) VNV de Iquique  | [ 26 ]    |
| 19:45:50 | 16:45:50   | 5.4         | 21,2 km (13,2 mi) | 43 km (27 mi) VNV de Iquique  | [ 27 ]    |
| 3 April  | 23:43:15   | 7.7         | 20,0 km (12,4 mi) | 23 km (14 mi) S de Iquique    | [ 28 ]    |
| 02:43:15 | 23:43:15   | 7.7         | 20,0 km (12,4 mi) | 23 km (14 mi) S de Iquique    | [ 28 ]    |
| 4 April  | 3 April    | 6.1         | 20,0 km (12,4 mi) | 76 km (47 mi) SW de Iquique   | [ 29 ]    |
| 01:37:51 | 22:37:51   | 6.1         | 20,0 km (12,4 mi) | 76 km (47 mi) SW de Iquique   | [ 29 ]    |
| 6 April  | 6 April    | 5.3         | 20,0 km (12,4 mi) | 99 km (62 mi) WSW de Iquique  | [ 30 ]    |
| 14:06:07 | 11:06:07   | 5.3         | 20,0 km (12,4 mi) | 99 km (62 mi) WSW de Iquique  | [ 30 ]    |

## Tsunami

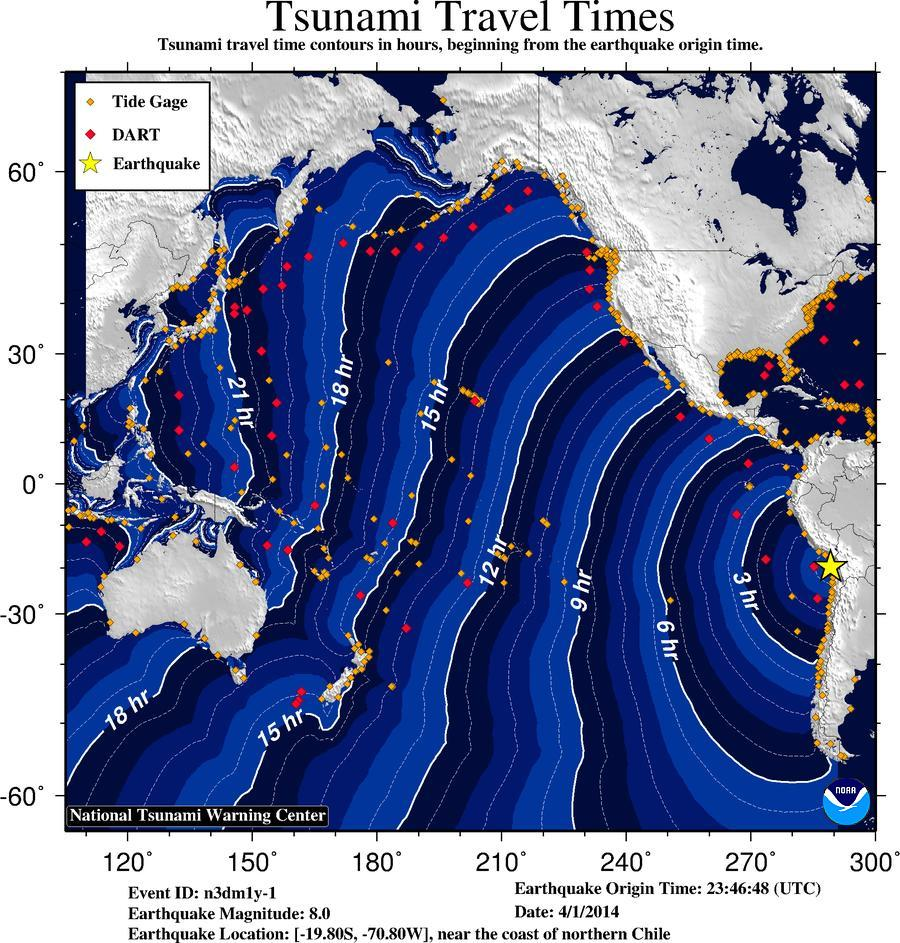
Propagarea valurilor tsunami.

Imediat după producerea seismului, a fost emisă alertă de tsunami pentru Chile, Peru și Ecuador. Chile a fost, ulterior, lovit de un tsunami de 2,11 m în teritoriile sale nordice.
Alerta de tsunami a fost ulterior anulată pentru toate țările, cu excepția Chile și Peruului, după câteva ore de la producerea cutremurului. Alerta de tsunami a fost anulată atât pentru Chile cât și pentru Peru, pe data de 2 aprilie . 
Pe data de 3 aprilie, valul tsunami a fost observat în Japonia. Valul seismic a ajuns la înălțimea de 60 cm în Kuji, Prefectura Iwate.